# راندي وولف
راندي وولف (بالإنجليزية: Randy Wolf)‏ (و. 1976  م) هو لاعب كرة قاعدة، من الولايات المتحدة، ولد في لوس أنجلس، يلعب كمرسل مطلق ‏.

## التعليم
تعلم في El Camino Real Charter High School ‏.

## روابط خارجية
- راندي وولف على موقع دوري كرة القاعدة الرئيسي (الإنجليزية)
- راندي وولف على موقعبيزبول رفرنس.كوم (الدوري الرئيسي) (الإنجليزية)
- راندي وولف على موقعبيزبول رفرنس.كوم (الدوري الثانوي) (الإنجليزية)
- راندي وولف على موقع إي إس بي إن.كوم (أم.أل.بي) (الإنجليزية)
- راندي وولف على موقع مشجعي الرسوم البيانية (الإنجليزية)